# Adolf Schmidt
Adolf Schmidt, född 7 mars 1865 i Bremen, död 11 november 1918 i Bonn, var en tysk läkare.
Schmidt blev medicine doktor vid Bonns universitet 1889, privatdocent där 1894 och titulärprofessor 1898. Han utgav flera arbeten över astma, mag-, tarm- och nervsjukdomar.